# Maklura oranžová

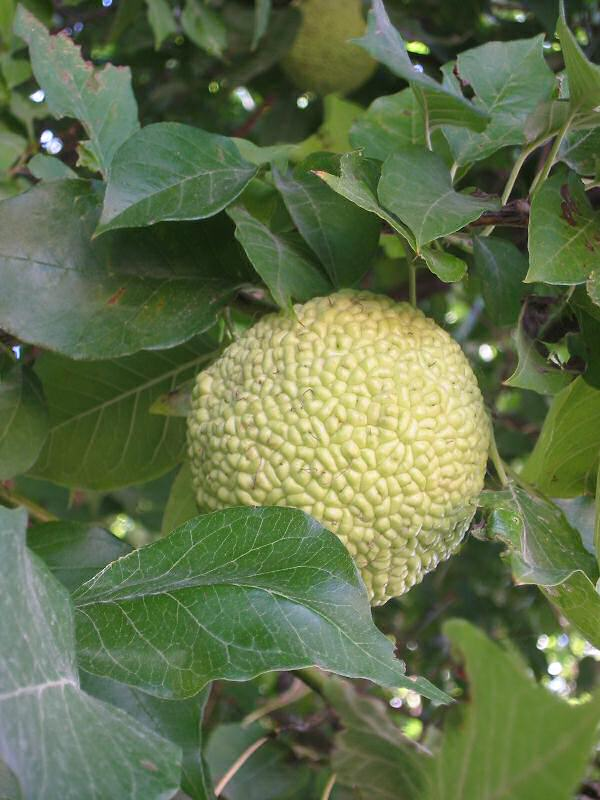
Plod maklury oranžové

Maklura oranžová (Maclura pomifera) je dvoudomý, opadavý strom pocházející ze středních a jižních oblastí Spojených států amerických. Je to druh rodu maklura z čeledi morušovníkovitých. Své jméno rod získal po americkém geologu Williamu Maclurovi.

## Výskyt
Pro užší specifikaci původu maklury oranžové jsou za její domovinu považovány oblasti okolo řeky Red River ve státech Arkansas, Oklahoma a Texas a dále místa ve státech Missouri a Louisiana. V současnosti je rozšířena na většině teplých území USA.
Ze Severní Ameriky byla tato rostlina nenáročná na kvalitu půdy rozšířena do teplých evropských oblastí. Na území nynější České republiky byla zasazena v zámecké zahradě na Hluboké již roku 1865. Protože je poměrně náročná na teplé prostředí, byla v ČR vysazována hlavně ve výhřevných polohách na jihu Moravy, nejvíce v Lednici, Mlyňanech a Židlochovicích.
Kromě výše zmiňovaného tepla si rostlina žádá ke zdárnému růstu propustné půdy a klíma se zvýšenou vzdušnou vlhkostí, vyhovující roční úhrn srážek je 600 až 1000 mm. Nejlépe roste na plném slunci, škodí ji zimní teploty pod -20 °C, mladé rostliny bývají mrazem zničeny, starší obvykle i po hlubokém namrznutí dobře obrážejí. Ve své domovině roste i na místech občasně zaplavovaných vodou. Snadno zplaňuje a na prostorách s nedostatkem konkurenčně silných druhů vytváří husté porosty.

## Popis
Opadavá, dvoudomá dřevina s krátkým kmenem a hustou korunou nebo hustý keř. V domovině dorůstá strom do výše 10 až 20 m, ve středoevropských podmínkách nebývá vyšší než 5 či 8 metrů. Kořenový systém má velmi vyvinutý, hlavní kořen může být dlouhý až 8 m. Kůra kmene dospělého stromu bývá tlustá asi 2,5 cm, má barvu okrově hnědou a je hluboce rýhovaná, poměrně krátké větve jsou pokroucené. Větvičky rostoucí na slunci jsou porostlé trny, v zastíněných částech koruny jsou bez trnů. Trny, dlouhé až 2,5 cm, jsou modifikované větvičky. Mladé, chlupaté letorosty jsou střídavě porostlé hnědými bočními pupeny, na starších větvích jsou krátké brachyblasty. Široce eliptické, srdčité až vejčitě kopinaté listy mají s řapíky. Čepele listů bývají dlouhé 5 až 15 cm a široké 3 až 8 cm, na koncích jsou dlouze zašpičatělé. Na svrchní straně jsou lesklé, voskovité a na spodní hustě chlupaté. Trojúhelníkovité palisty brzy opadávají.
Na samčích rostlinách vyrůstají z paždí listů na brachyblastech stopkatá latnatá květenství dlouhá asi 3,5 cm. Jejich hustě chlupaté okvětní lístky jsou zelenavé a mají vypouklé prašníky. Na samičích stromech rostou z paždí listů květy sdružené v hustých kulovitých hlávkách o průměru asi 2,5 cm. Tyto květy s výraznou čnělkou mají okvětní lístky dužnaté, stejně jako květní lůžko srostlé s oválným semeníkem s jediným vajíčkem. Květy vyrůstají až po vypučení listů, obvykle v květnu a červnu, přenos pylu je prováděn větrem.
Po opylení květů se na samičích stromech objevují nejedlá kulovitá plodenství, 10 až 15 cm velká a vážící i více než 1 kg. Jsou ve zralosti žlutooranžová a povrch mají silně zbrázděný, jedno obsahuje 200 až 300 světle hnědých semen (jednosemenných nažek), asi 1 cm velkých. Po poranění z plodenství vytéká hořká bílá šťáva, která potřísněné místo zbarví černě a při styku s pokožkou vyvolává u citlivých lidí dermatitidu. Dozrávají v září a říjnu, v chladnějších podmínkách, např. v ČR, neuzrají a zůstávají zelená. V místech, kde nejsou samčí stromy pro opylení, vyrůstají na samičích stromech plodenství neobsahující semena.

## Rozmnožování
Stromy počínají kvést asi od 10. roku věku a dožívají se průměrného stáří 75 let. Spadaná plodenství a jejich semena jsou nouzovou zimní potravou pro ptáky a volně žijící savce, nestrávená semena jsou zvířaty roznášena do okolí.
Semena mají po dozrání jistou dobu dormance, kterou lze zkrátit namáčením v horké vodě nebo stratifikaci v mokrém písku či rašelině. Spolehlivě klíči semena, která strávila zimní období ve venkovním prostředí v plodenství a jsou na jaře vysetá do hloubky 1 cm. Životaschopnost semen uložených v suchu trvá asi tři roky, semenáče rostou velmi rychle.
Rostliny se dají snadno množit odřezky z mladých větviček v červnu a ze zdřevnatělých v lednu. Mohou se také sázet kořenové odnože nebo kmenové výhonky.

## Význam
Mimo okrasné funkce jsou maklury ceněny pro své zlatožluté až tmavohnědé dřevo, které je pevné a hedvábně lesklé, vnější vrstva běle je tlustá nejvýše 2 cm. Dřevo je těžké, dobře odolává vzdušné vlhkosti a je imunní proti termitům a plísním; dodnes se tradičně používá k výrobě luků. Jeho nevýhodou je, že se špatně natírá nebo lepí.
Rostlinám se nejlépe daří na vlhkých půdách, tolerují však i extrémní sucho. Jsou odolné proti městskému znečištění ovzduší i posypové soli, používají se jako pionýrské rostliny při rekultivaci výsypek povrchových dolů i proti erozi půdy. Z rostlin keřovitého vzrůstu jsou vytvářeny těžce prostupné živé ploty. Do veřejně přístupných míst se doporučují vysazovat jen samčí rostliny, protože plodenství na samičích způsobují při opadu značný nepořádek a riziko úrazu.

## Galerie

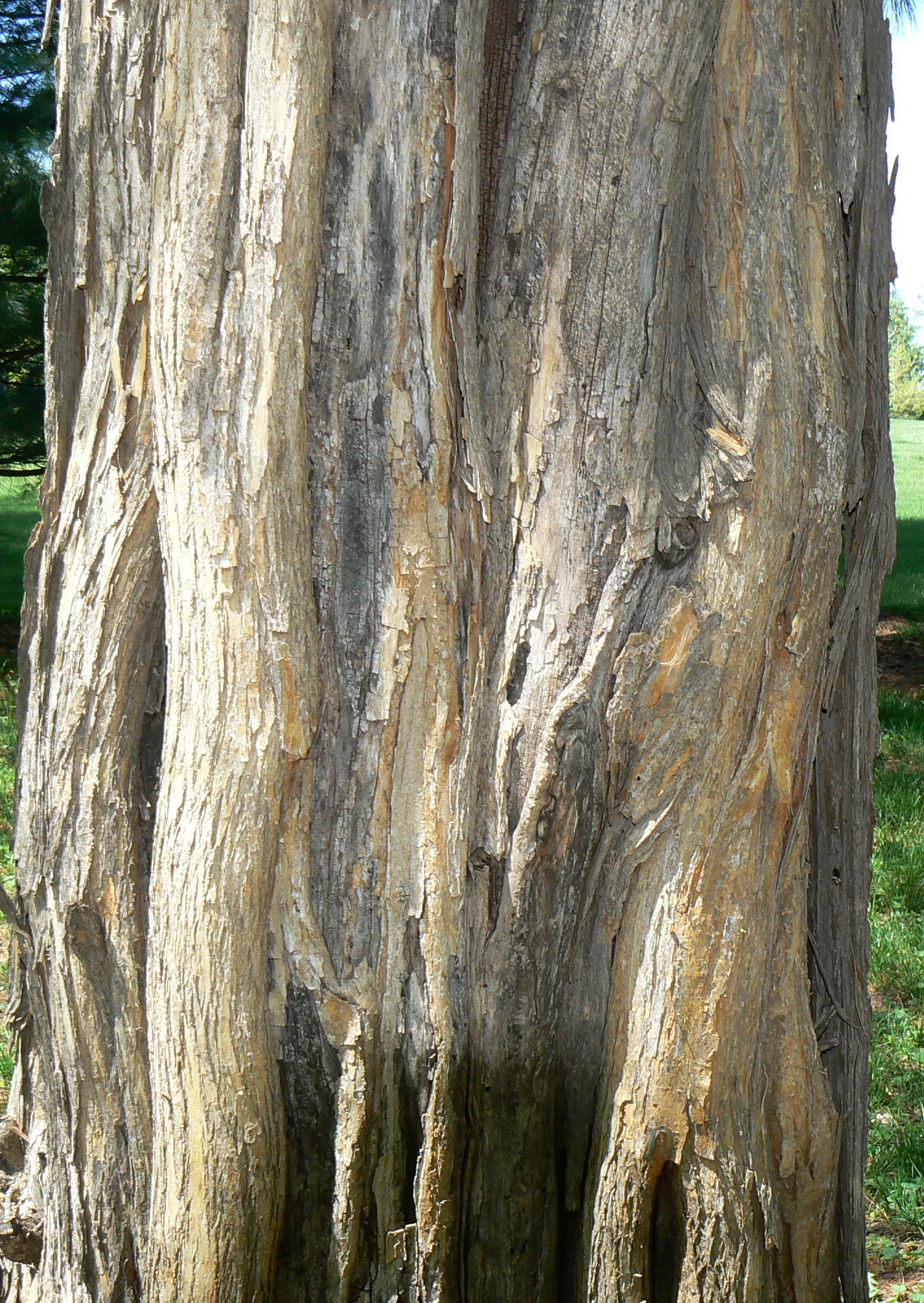
Kůra kmene
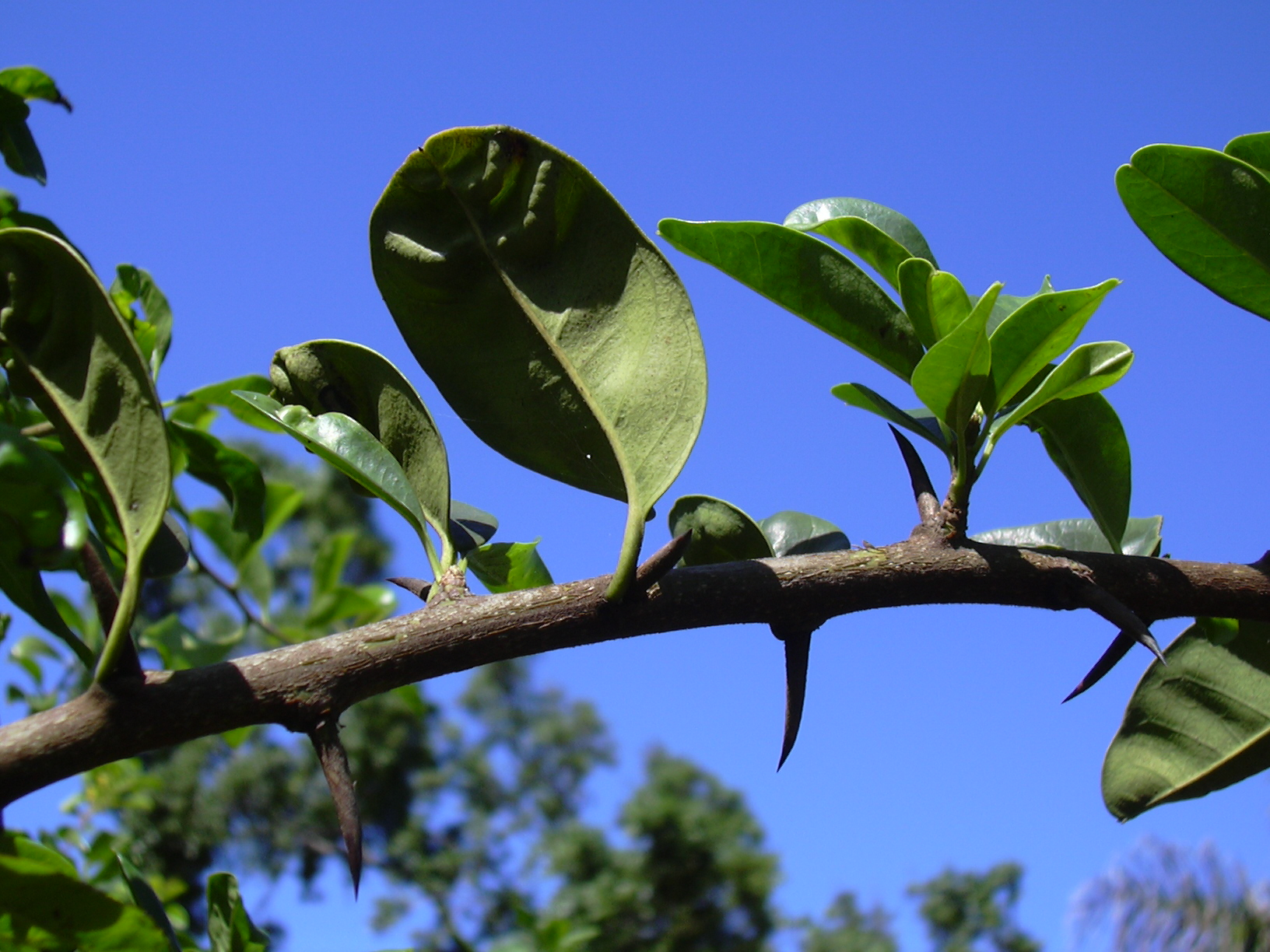
Větvička s trny
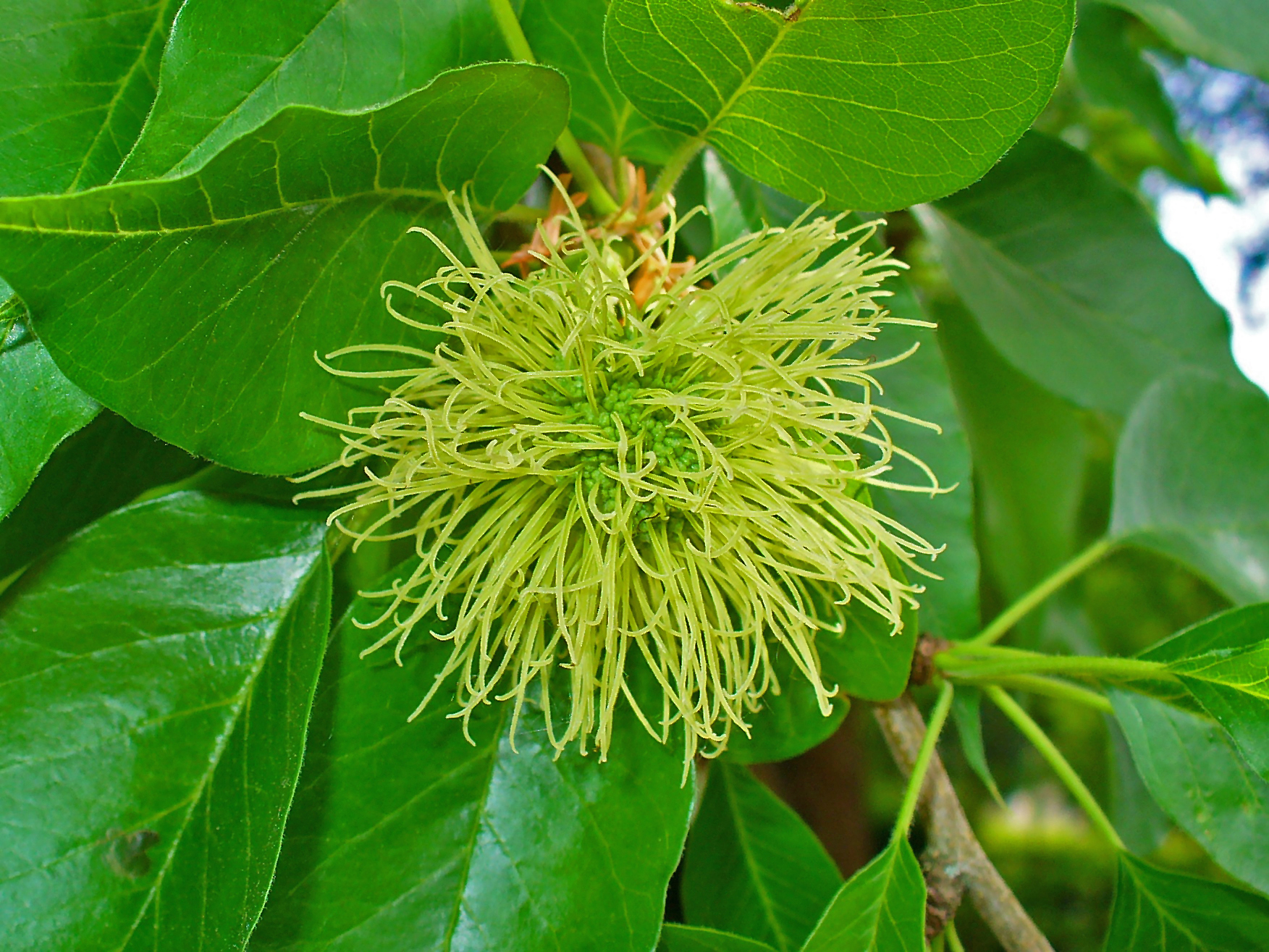
Samičí květenství
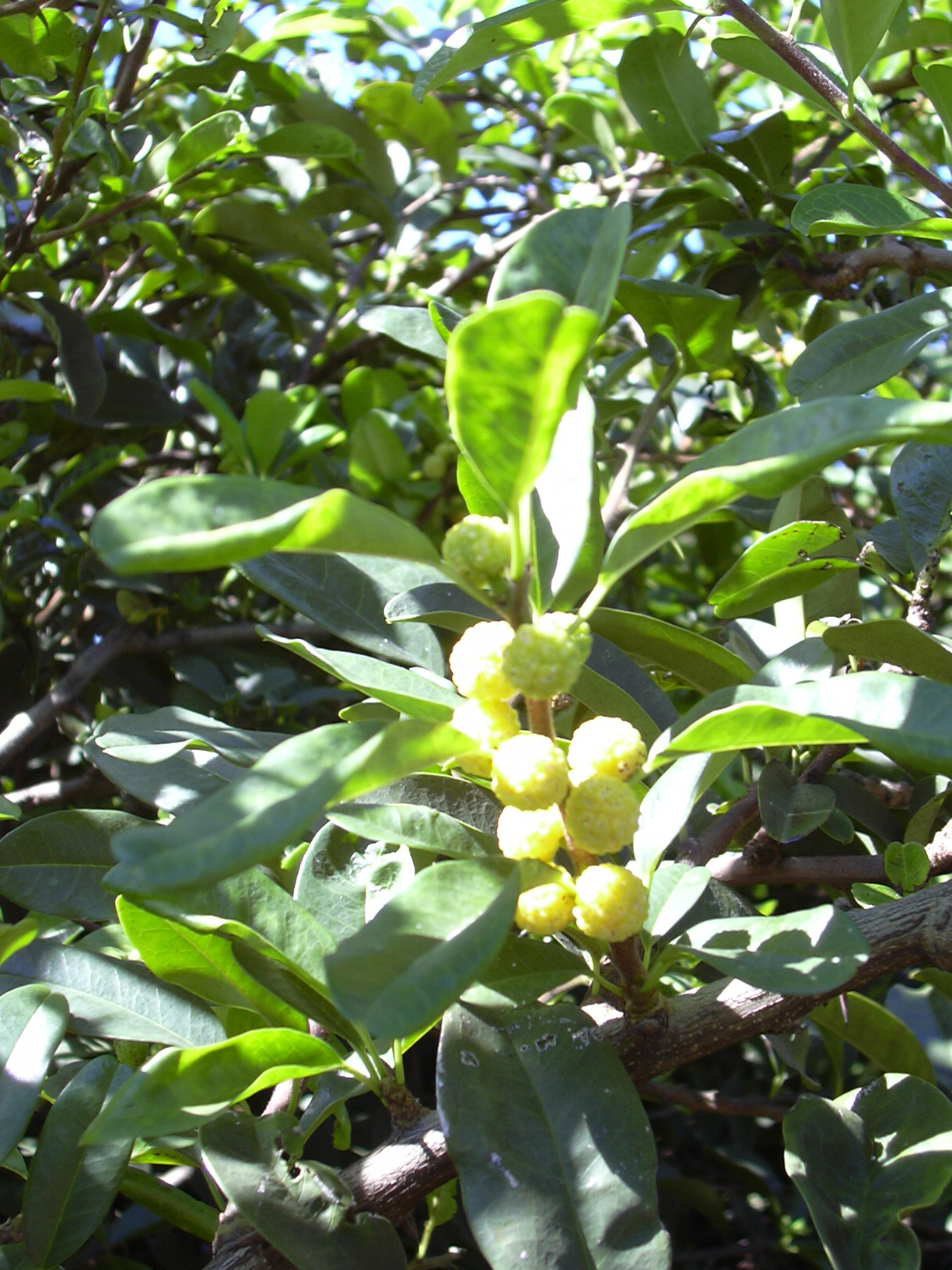
Plodenství
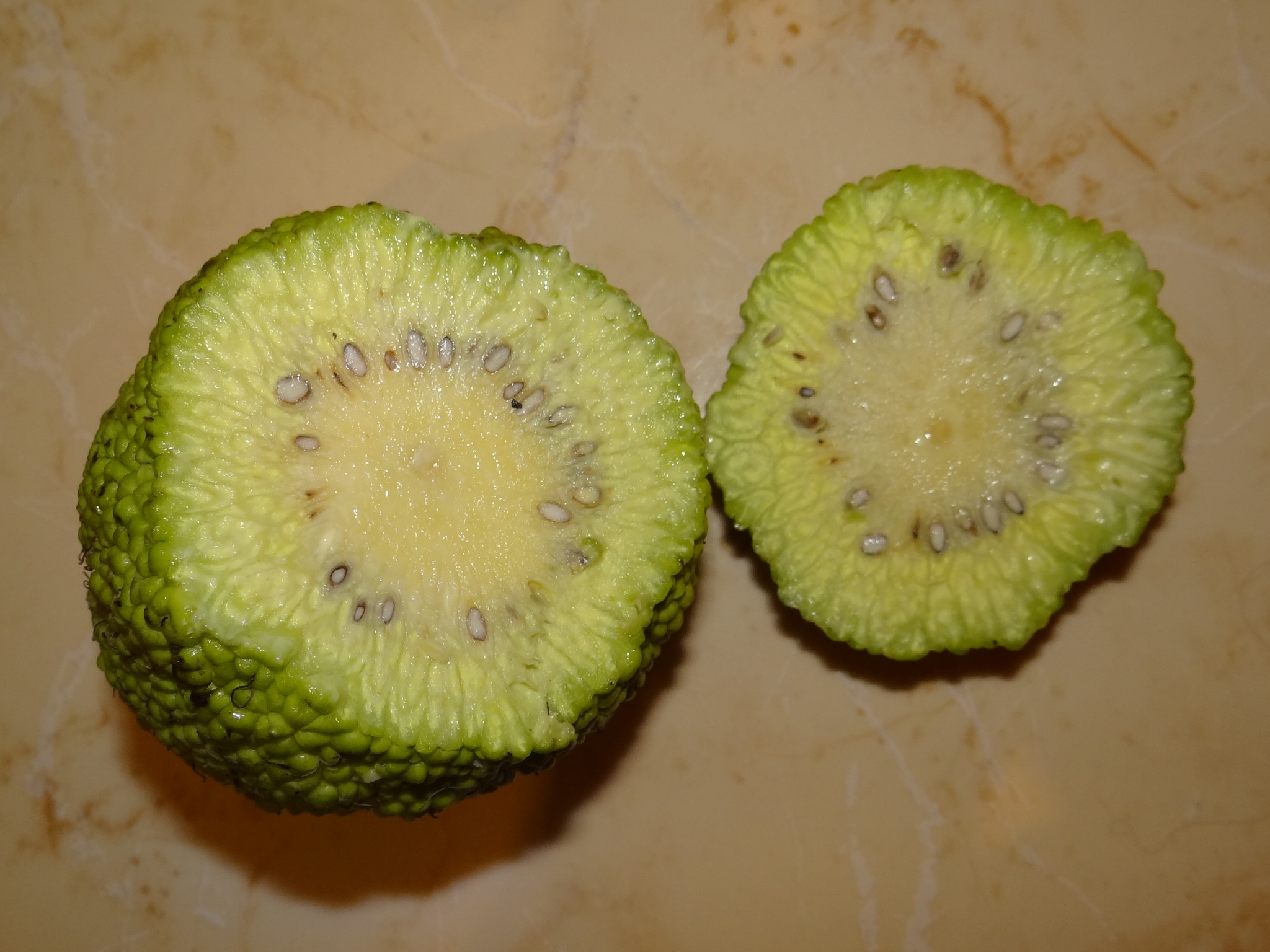
Řez plodenstvím
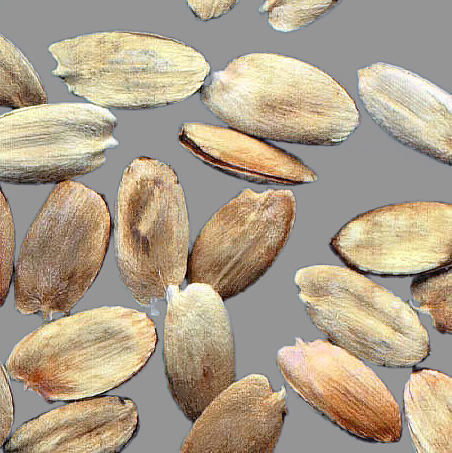
Vyluštěná semena